# Leptogaster spinitarsis
Leptogaster spinitarsis là một loài ruồi trong họ Asilidae. Leptogaster spinitarsis được Bromley miêu tả năm 1951. Loài này phân bố ở vùng Tân nhiệt đới.